# Patagioenas goodsoni
La paloma oscura, paloma parda, paloma negruzca, paloma alirrufa o paloma obscura (Patagioenas goodsoni) es una especie de ave columbiforme de la familia Columbidae nativa de Colombia, Ecuador y Panamá. Sus hábitats naturales son el bosque húmedo tropical y subtropical y el de montano.